# Rudik Mkrtchian
Rudik Mkrtchian –en armenio, Ռուդիկ Մկրտչյան– (4 de septiembre de 1993) es un deportista armenio que compite en lucha grecorromana. Ganó dos medallas de bronce en el Campeonato Europeo de Lucha, en los años 2021 y 2022, en la categoría de 55 kg.

## Palmarés internacional
| Campeonato Europeo | Campeonato Europeo | Campeonato Europeo | Campeonato Europeo |
| Año                | Lugar              | Medalla            | Categoría          |
| ------------------ | ------------------ | ------------------ | ------------------ |
| 2021               | Varsovia (Polonia) | Medalla de bronce  | 55 kg              |
| 2022               | Budapest (Hungría) | Medalla de plata   | 55 kg              |